# 双峰骆驼
双峰骆驼（学名：Camelus bactrianus），也叫双峰驼，是一個大型的偶蹄動物，与单峰骆驼不同，有双峰，主要栖息在中亚與土耳其。雙峰駝因其耐寒，耐旱和對高海拔地區的適應力而於中亞長期馴養作馱畜，例如絲綢之路的駱駝商隊。
今天全世界大约有二百萬馴養的双峰骆驼。有少數的野生雙峰駝出沒於哈薩克斯坦西南部的曼格斯套州以及巴基斯坦和印度的克什米爾山谷，並會在冬季從沙漠遷移到西伯利亞的河流，澳洲亦有野化的雙峰駝。
近年发现，分佈在中國和蒙古的野外偏遠地區，包括戈壁和塔克拉瑪干沙漠的野生雙峰駝（Camelus ferus）是另一个独立物种，这两种双峰驼的最后共同祖先大约在110万年前就已经分开演化，2002年10月数据显示大约还有800头野生双峰驼，世界自然保护联盟（IUCN）已将该物种列为极度濒危。

## 分类
雙峰駝（Camulus bactrianus）的学名由林奈在1753年命名，名字來自巴克特里亞地區的古老的歷史。
野生雙峰駝（Camulus ferus）由尼古拉·米哈伊洛維奇·普熱瓦利斯基在19世紀後期首次描述，“ferus”意为野生。
有些動物學家的意見指，馴養的雙峰駝（C. bactrianus）以及單峰駱駝（C. dromedarius）是野生雙峰駝（C. ferus）兩個不同的後裔，但目前亦沒有證據表野生雙峰駝原來的分佈範圍包括一些曾發現最早的雙峰駝遺骸的部分中亞地區和伊朗。
棲息於戈壁沙漠中的嘎順戈壁地區的野生雙峰駝與的雙峰駝有不同的遺傳組成，因而被视为另一个独立物种。
另一個區別是野生雙峰駝具有喝帶有鹽水的融雪的能力，雖然尚未確定野生雙峰駝能否從中提取有用的水。而馴養的雙峰駝是無法喝鹹水的。

## 身体特征与栖息地

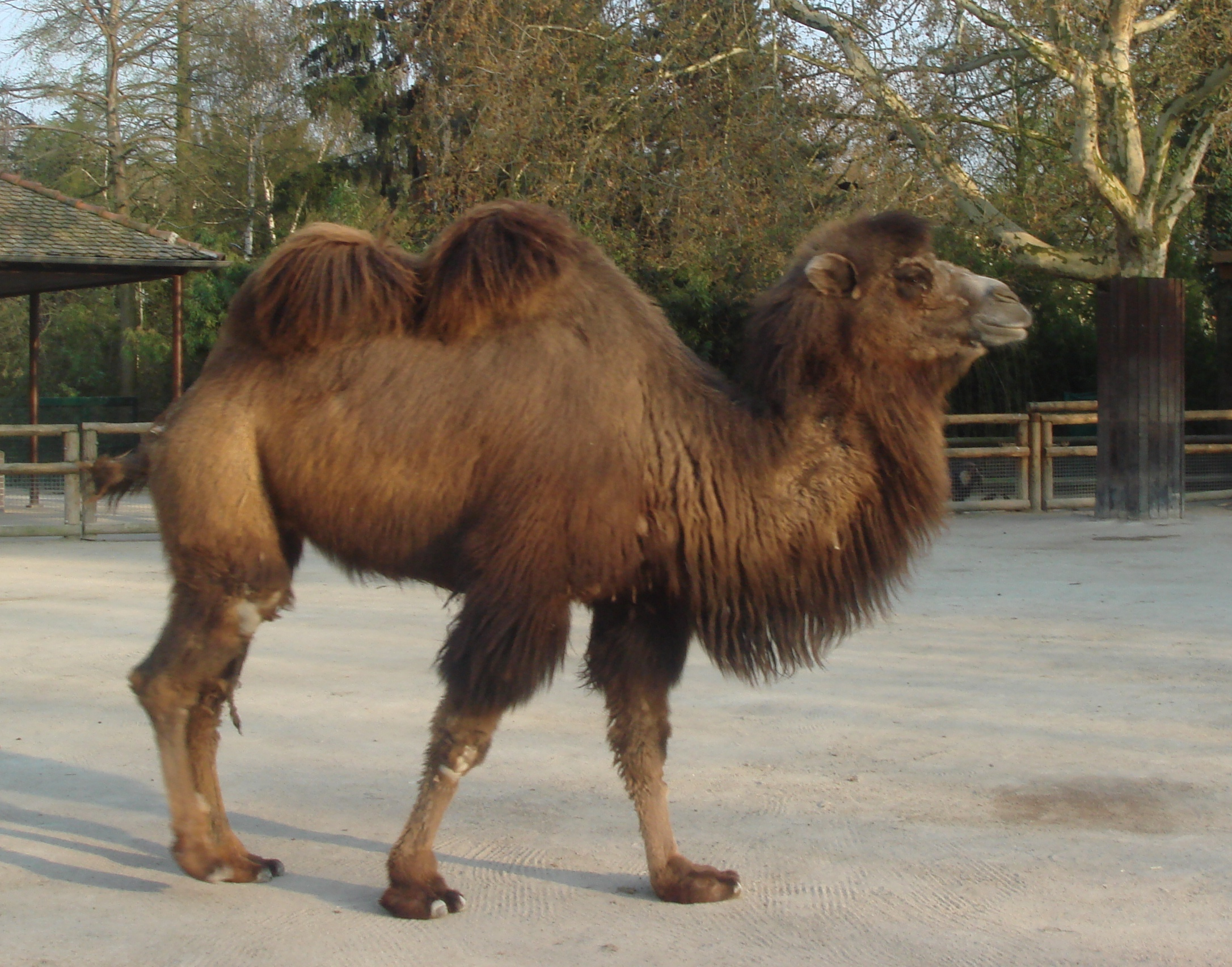
动物园里的双峰骆驼

双峰骆驼的身高超过2米（最高点驼峰的高度），体重超过725公斤。主要以草、树叶和谷物为食，一次最多可以喝下120升的水，其身体特征非常适应于干燥炎热的沙漠气候。
在動物園餵食牧草，粒料，乾草，麥片，胡蘿蔔，地瓜，蘋果，橘子，香蕉，噸料

## 历史
根据历史资料，古代人类可能在公元前25世纪就已经开始驯养双峰骆驼，最初驯养双峰骆驼的地区是今天伊朗的北部、阿富汗的东北部，以及巴基斯坦北部地区。

## 图集

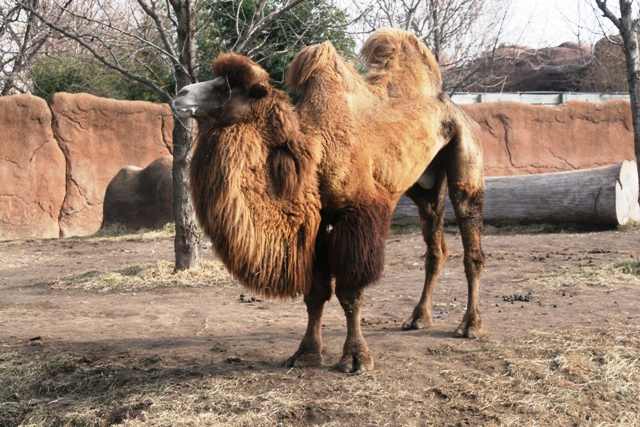
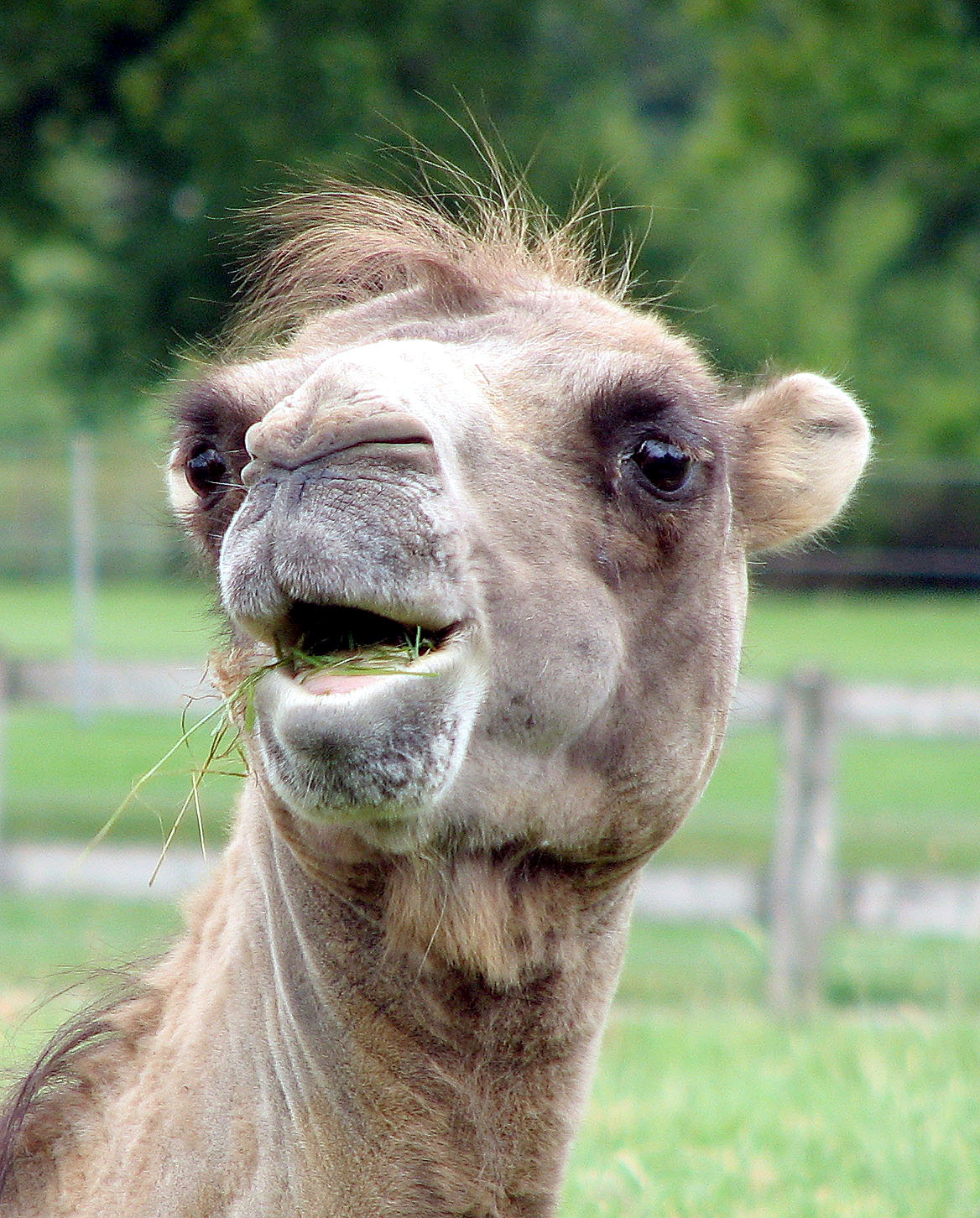
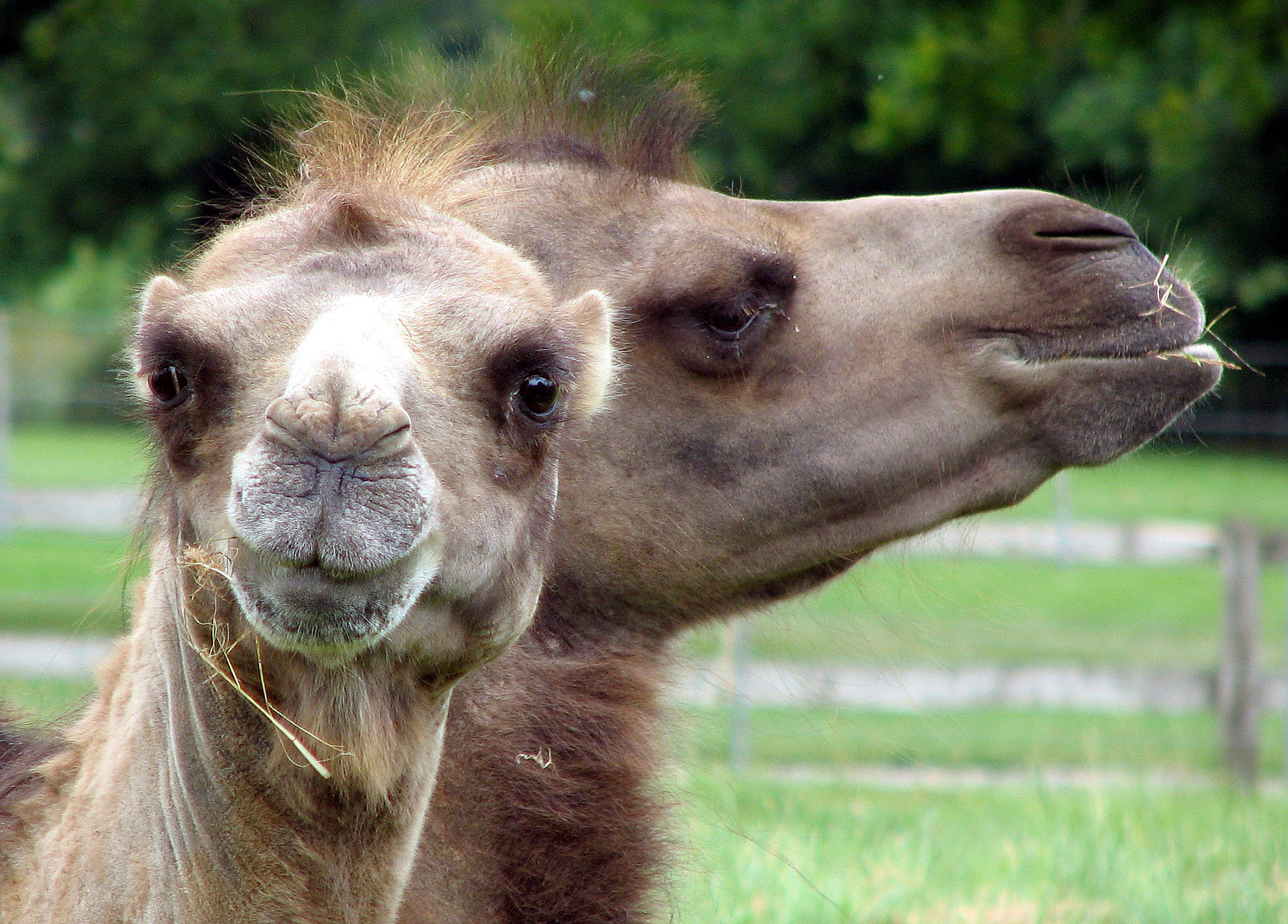
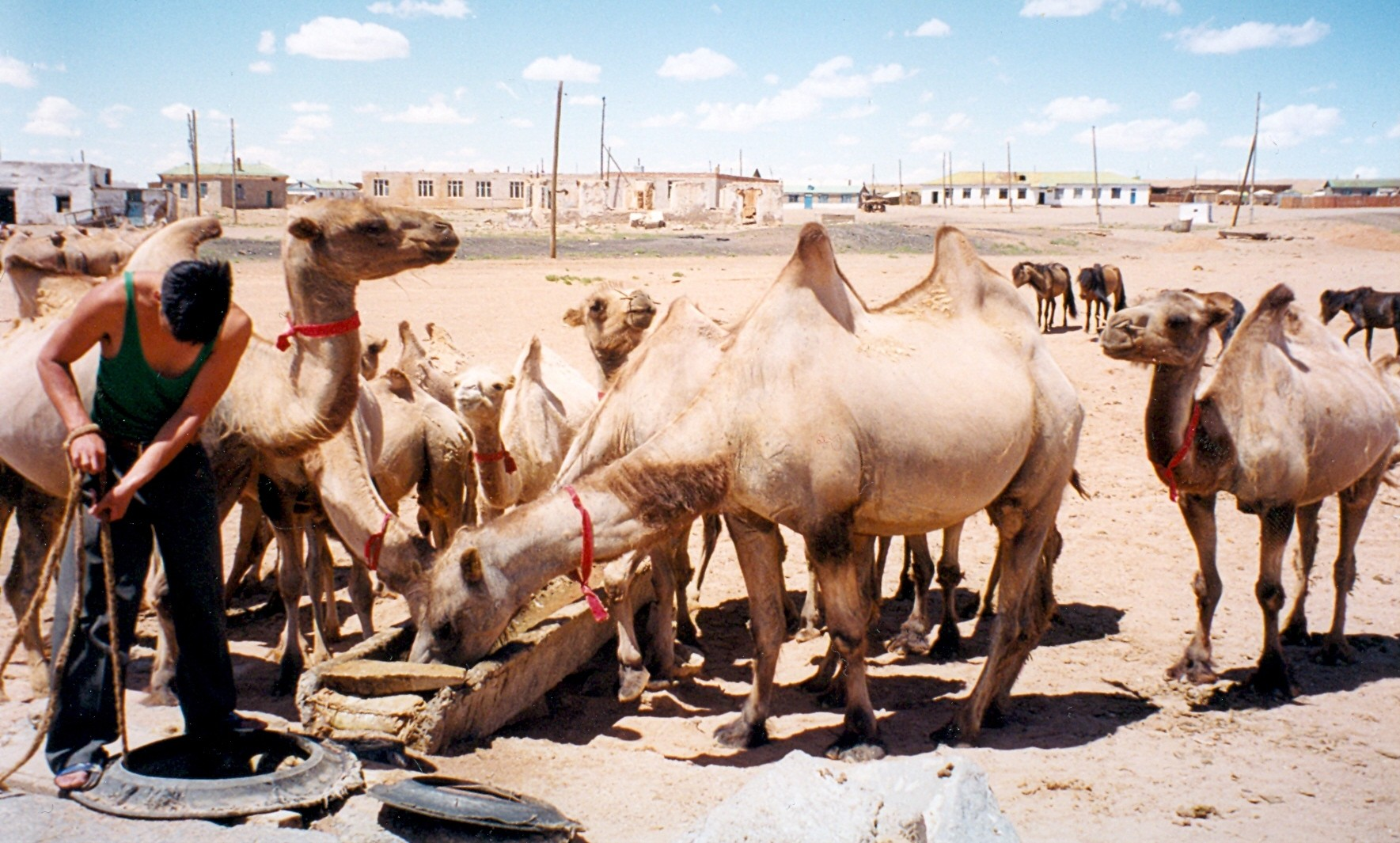
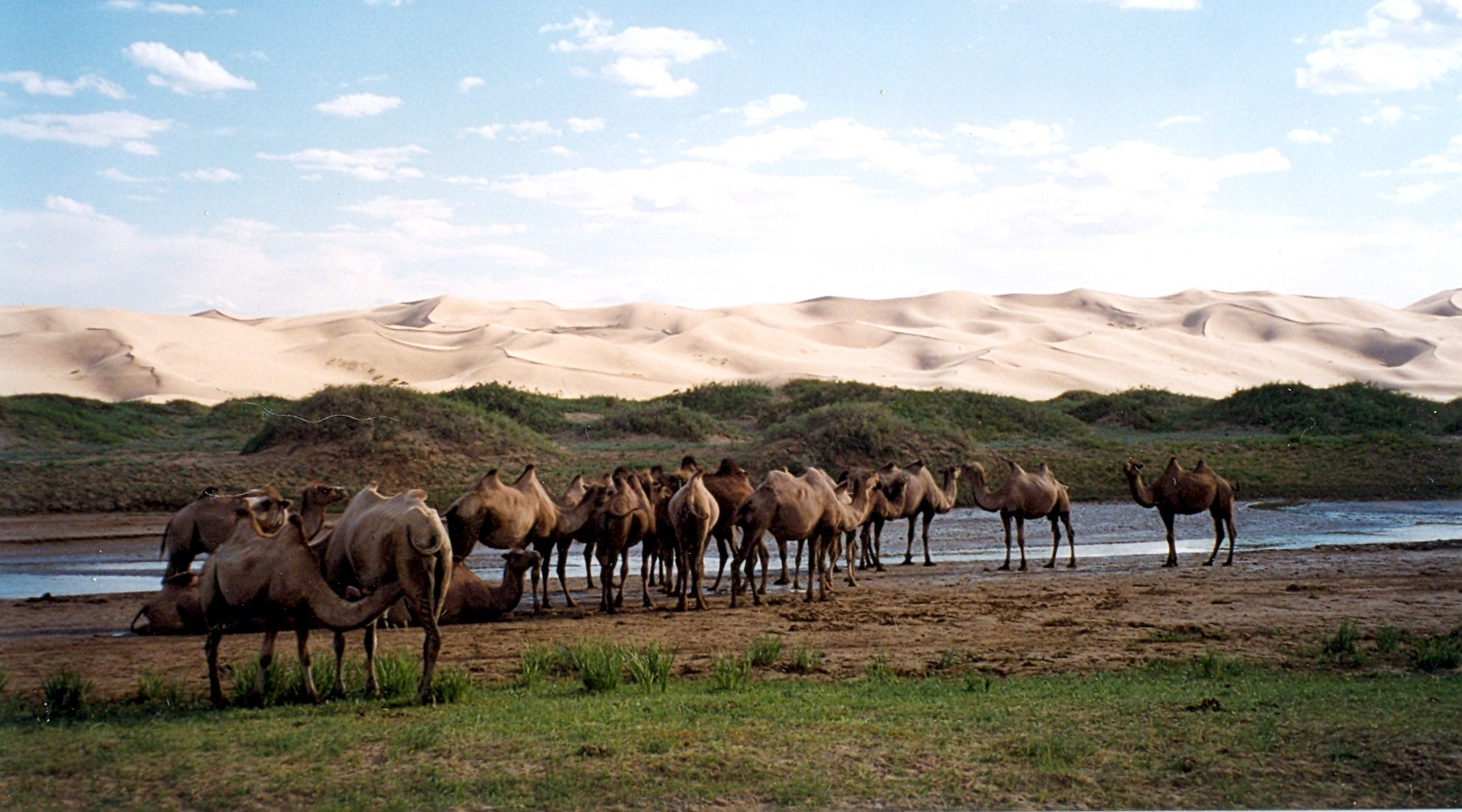
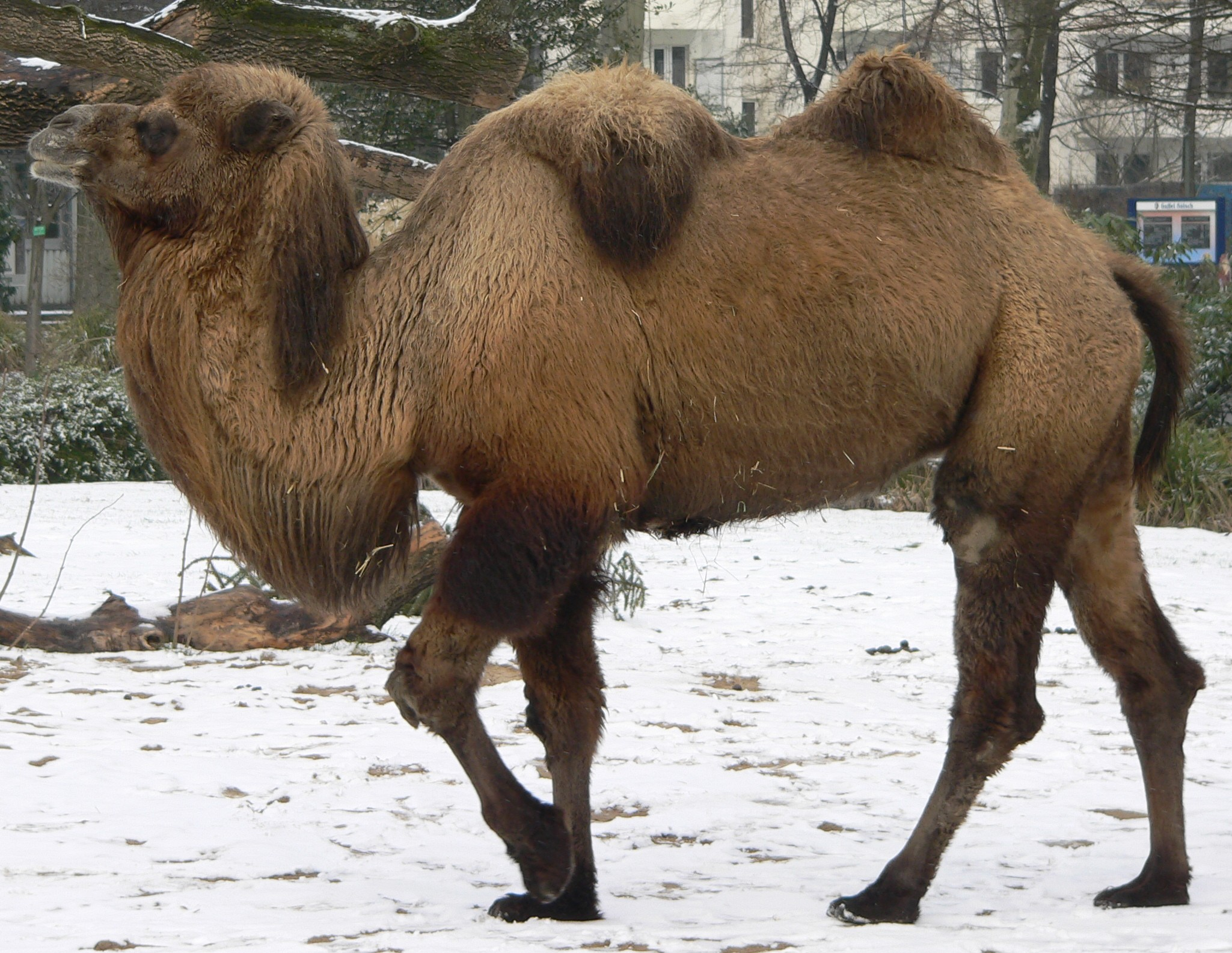